# The Dutchess
The Dutchess è il primo album da solista della cantante statunitense Fergie, pubblicato nel settembre 2006 dalla Interscope e dalla A&M Records.

## Descrizione
Il titolo è un gioco di parole basato sul fatto che Sarah Ferguson, duchessa di York (in inglese Duchess of York) e Fergie hanno lo stesso cognome e lo stesso soprannome.
Produttore esecutivo dell'album è will.i.am, mentre Ludacris, B-Real dei Cypress Hill e Rita Marley hanno collaborato all'album come ospiti. The Dutchess ha raggiunto la posizione numero 3 della Billboard 200 con 150 000 copie vendute la prima settimana.
Il primo singolo uscito è London Bridge dove nel video appaiono will.i.am, Taboo e Apl.de.ap (gli altri membri dei Black Eyed Peas) in una sorta di cameo. La canzone è prodotta da Polow Da Don e riscuote notevole successo in tutto il mondo. Il secondo singolo è Fergalicious e anch'esso ottiene successo. Il terzo singolo a uscire è Glamorous, in cui partecipa anche il rapper Ludacris. Il quarto singolo uscito è Big Girls Don't Cry che riscuote un successo internazionale, raggiungendo la prima posizione nelle classifiche di molti paesi. Il quinto singolo è Clumsy, che ottiene meno successo degli altri (in Europa, infatti, non raggiunge la posizione 40).
Il sesto singolo è Here I Come, ma viene commercializzato solo in Australia nel gennaio 2008.
L'ultimo singolo, distribuito in tutto il mondo, è Finally, nel quale collabora come pianista John Legend.
The Dutchess è stato certificato disco di platino in America, in Australia e in Canada, e disco d'oro negli stessi paesi.
The Dutchess è uno degli album più venduti del 2007 con i suoi 7 milioni di copie vendute nel mondo. In Italia l'album è arrivato alla posizione numero 29.
The Dutchess è diventato uno degli album di maggior successo commerciale del 2006 e del 2007. Negli Stati Uniti, quando è stato pubblicato il quarto singolo dell'album, Big Girls Don't Cry, Fergie è diventata la prima artista donna con tre singoli al primo post da un album dopo Christina Aguilera nel 2000. La canzone è stata anche nominata per un Grammy Award per la migliore performance vocale pop femminile. Negli Stati Uniti, con il quinto singolo "Clumsy" che sale nella top ten, Fergie ha ottenuto il suo quinto successo nella top-five, diventando il primo album a produrre cinque singoli nella top five nel XXI secolo, superata solo nel 2010 da Katy Perry con il suo terzo album in studio Teenage Dream. L'album ha anche stabilito un nuovo record nell'era digitale per i singoli più multi-platino di un album, con ogni singolo che ha venduto oltre due milioni di download digitali negli Stati Uniti. Fergie ha mantenuto questo record fino al 2012, quando Katy Perry l'ha superata di nuovo, ottenendo sei singoli multi-platino con il suo album Teenage Dream (2010). Fergie ha anche ottenuto cinque successi consecutivi nella top-five in Australia, diventando la seconda artista a raggiungere l'impresa con un album di debutto; la prima artista a farlo è stata Delta Goodrem con il suo album del 2003, Innocent Eyes, che ha avuto cinque numeri consecutivi quelli.

## Tracce
Edizione Standard
1. Fergalicious (feat. will.i.am) – 4:52 (William Adams, Stacy Ferguson, Dania Maria Birks, Juana Michelle Burns, Juanita A. Lee, Kim Nazel, Fatima Shaheed, Derrick Rahming)
2. Clumsy – 4:01 (William Adams, Stacy Ferguson, Bobby Troup)
3. All That I Got (The Make Up Song) (feat. will.i.am) – 4:05 (William Adams, Stacy Ferguson, Keith Harris, Lionel Richie, Ronald LaPread, Sr.)
4. London Bridge – 4:01 (Stacy Ferguson, Jamal Jones, S. Garrett, M. Hartnett)
5. Pedestal – 3:22 (Stacy Ferguson, Printz Board)
6. Voodoo Doll – 4:23 (Stacy Ferguson, William Adams)
7. Glamorous (feat. Ludacris) – 4:06 (Stacy Ferguson, Jamal Jones, William Adams, Elvis Williams, Christopher Bridges)
8. Here I Come (feat. will.i.am) – 3:21 (William Adams, Stacy Ferguson, William Robinson)
9. Velvet – 4:53 (Stacy Ferguson, Michael Fratantuno, George Pajon Jr.)
10. Big Girls Don't Cry (Personal) – 4:28 (Stacy Ferguson, Toby Gad)
11. Mary Jane Shoes (feat. Rita Marley & I-Three's) – 3:55 (Stacy Ferguson, Vincent Ford, William Adams)
12. Losing My Ground – 4:08 (Stacy Ferguson, Stefanie Ridel, Renée Sandstorm, Rob Boldt)
13. Finally (feat. John Legend) – 4:54 (John Stephens, Stacy Ferguson, Stefanie Ridel)
14. Maybe We Can Take a Ride – 2:31 (Stacy Ferguson)

## Ripubblicazioni
Dopo il grandissimo successo ottenuto dall'album, Fergie ha deciso di ripubblicarlo nuovamente in Giappone e Australia.

In Giappone è stato pubblicato il 7 novembre, con il nome di The Dutchess Japanese Re-release e conteneva sei nuove canzoni, inclusa Pick It Up, pubblicata poi come singolo digitale solo in Giappone.
In Australia invece è stato chiamato The Dutchess Australian Tour Edition e distribuito il 10 novembre 2008. Nell'album sono presenti sei nuove canzoni, tra cui Clumsy (Pajon Rock Mix), presente anche nella re-release giapponese, e il nuovo remix pubblicato poi come singolo negli iTunes Store di Australia, Giappone e Stati Uniti, Clumsy (Collipark Remix), in collaborazione con Soulja Boy Tell'Em.
Edizione Internazionale
1. Get Your Hands Up (feat. The Black Eyed Peas) – 3:34 (Stacy Ferguson, William Adams, Melvin Lewis, Michael Matthews, Jean-Baptiste, Anthony Tidd, Jaime Gomez, Allan Pineda, Jaime Munson)
2. Wake Up – 3:01 (Stacy Ferguson, William Adams, Ray Brady)

Edizione iTunes US
1. Close to You – 4:25 (Stacy Ferguson, William Adams, Jay Beckenstein)
2. Paradise – 4:08 (Stacy Ferguson, William Adams, Jay Beckenstein)

Seconda riedizione giapponese
1. Get Your Hands Up (feat. The Black Eyed Peas) – 3:34 (Stacy Ferguson, William Adams, Melvin Lewis, Michael Matthews, Jean-Baptiste, Anthony Tidd, Jaime Gomez, Allan Pineda, Jaime Munson)
2. Wake Up – 3:01 (Stacy Ferguson, William Adams, Ray Brady)
3. Paradise – 4:08 (Stacy Ferguson, William Adams, Jay Beckenstein)
4. True – 3:46 (Gary Kemp) – originariamente interpretata dagli Spandau Ballet

Terza riedizione giapponese
1. Get Your Hands Up (feat. The Black Eyed Peas) – 3:34 (Stacy Ferguson, William Adams, Melvin Lewis, Michael Matthews, Jean-Baptiste, Anthony Tidd, Jaime Gomez, Allan Pineda, Jaime Munson)
2. Wake Up – 3:01 (Stacy Ferguson, William Adams, Ray Brady)
3. Paradise – 4:08 (Stacy Ferguson, William Adams, Jay Beckenstein)
4. Pick It Up – 4:53 (William Adams, Stacy Ferguson, Keith Harris)
5. Personal (feat. Sean Kingston) (Big Girls Remix) – 3:53 (Stacy Ferguson, Toby Gad)
6. Clumsy (Pajon Rock Mix) – 3:30 (William Adams, Stacy Ferguson, Bobby Troup)

Quarta riedizione giapponese
1. Barracuda – 4:39 (Ann Wilson, Nancy Wilson, Michael DeRosier, Roger Fisher) – originariamente interpretata dagli Heart
2. Party People (feat. Nelly) – 4:02 (Cornell Haynes, Stacy Ferguson, Jamal Jones, Sean Garrett)
3. Clumsy (feat. Soulja Boy Tell'Em) (Collipark Remix) – 3:53 (William Adams, Stacy Ferguson, Bobby Troup)
4. Labels or Love – 3:51 (Stacy Ferguson, Douglas J. Cuomo, Rico Love, Salaam Remi)

Australian Tour Edition
1. Get Your Hands Up (feat. The Black Eyed Peas) – 3:34 (Stacy Ferguson, William Adams, Melvin Lewis, Michael Matthews, Jean-Baptiste, Anthony Tidd, Jaime Gomez, Allan Pineda, Jaime Munson)
2. Wake Up – 3:01 (Stacy Ferguson, William Adams, Ray Brady)
3. Paradise / Maybe We Can Take a Ride – 7:41 (Stacy Ferguson, William Adams, Jay Beckenstein)
4. Personal (feat. Sean Kingston) (Big Girls Remix) – 3:53 (Stacy Ferguson, Toby Gad)
5. Clumsy (Pajon Rock Mix) – 3:30 (William Adams, Stacy Ferguson, Bobby Troup)
6. Clumsy (Collipark Remix) – 3:53 (William Adams, Stacy Ferguson, Bobby Troup)

### Edizione Deluxe
Fergie ha pubblicato la Deluxe Edition di The Dutchess il 27 maggio 2008.

Questa edizione contiene, oltre alla tracklist originale, quattro nuove canzoni: Party People (in collaborazione con il rapper Nelly), Labels or Love (tratta dalla colonna sonora di Sex and the City - The Movie), Clumsy (Collipark Remix) e Barracuda. Nel disco è inoltre presente un accesso ConnecteD per ottenere i video, nella confezione vi sono un poster di Fergie sul retro del booklet e un coupon per l'acquisto di un qualunque prodotto di Fergie.
Tracklist
1. Fergalicious (feat. will.i.am) – 4:52 (William Adams, Stacy Ferguson, Dania Maria Birks, Juana Michelle Burns, Juanita A. Lee, Kim Nazel, Fatima Shaheed, Derrick Rahming)
2. Clumsy – 4:01 (William Adams, Stacy Ferguson, Bobby Troup)
3. All That I Got (The Make Up Song) (feat. will.i.am) – 4:05 (William Adams, Stacy Ferguson, Keith Harris, Lionel Richie, Ronald LaPread, Sr.)
4. London Bridge – 4:01 (Stacy Ferguson, Jamal Jones, S. Garrett, M. Hartnett)
5. Pedestal – 3:22 (Stacy Ferguson, Printz Board)
6. Voodoo Doll – 4:23 (Stacy Ferguson, William Adams)
7. Glamorous (feat. Ludacris) – 4:06 (Stacy Ferguson, Jamal Jones, William Adams, Elvis Williams, Christopher Bridges)
8. Here I Come (feat. will.i.am) – 3:21 (William Adams, Stacy Ferguson, William Robinson)
9. Velvet – 4:53 (Stacy Ferguson, Michael Fratantuno, George Pajon Jr.)
10. Big Girls Don't Cry (Personal) – 4:28 (Stacy Ferguson, Toby Gad)
11. Mary Jane Shoes (feat. Rita Marley & I-Three's) – 3:55 (Stacy Ferguson, Vincent Ford, William Adams)
12. Losing My Ground – 4:08 (Stacy Ferguson, Stefanie Ridel, Renée Sandstorm, Rob Boldt)
13. Finally (feat. John Legend) – 4:54 (John Stephens, Stacy Ferguson, Stefanie Ridel)
14. Barracuda – 4:39 (Ann Wilson, Nancy Wilson, Michael DeRosier, Roger Fisher) – originariamente interpretata dagli Heart
15. Party People (feat. Nelly) – 4:02 (Cornell Haynes, Stacy Ferguson, Jamal Jones, Sean Garrett)
16. Clumsy (feat. Soulja Boy Tell'Em) (Collipark Remix) – 3:53 (William Adams, Stacy Ferguson, Bobby Troup)
17. Labels or Love – 3:51 (Stacy Ferguson, Douglas J. Cuomo, Rico Love, Salaam Remi)

Funzione ConnecteD
Il CD ha un contenuto bonus al quale gli utenti possono accedere tramite un sito internet; il bonus è costituito da 6 video più un esclusivo "Making of" del video di Clumsy e un pezzo del video Big Girls Don't Cry (Remix) con Sean Kingston.
The Dutchess Deluxe EP
iTunes ha distribuito la versione Deluxe di The Dutchess sotto formato di EP, contenente solamente le quattro bonus track e la canzone Pick It Up. Questa versione è disponibile solo negli iTunes Store di Stati Uniti e Canada.
1. Labels or Love – 3:51 (Stacy Ferguson, Douglas J. Cuomo, Rico Love, Salaam Remi)
2. Party People (feat. Nelly) – 4:02 (Cornell Haynes, Stacy Ferguson, Jamal Jones, Sean Garrett)
3. Barracuda – 4:39 (Ann Wilson, Nancy Wilson, Michael DeRosier, Roger Fisher) – originariamente interpretata dagli Heart
4. Clumsy (feat. Soulja Boy Tell'Em) (Collipark Remix) – 3:53 (William Adams, Stacy Ferguson, Bobby Troup)
5. Pick It Up (feat. will.i.am) – 4:53 (William Adams, Stacy Ferguson, Keith Harris)

## Classifiche

### Classifiche settimanali
| Classifiche (2006-08) | Posizione massima |
| --------------------- | ----------------- |
| Australia             | 1                 |
| Austria               | 17                |
| Belgio (Fiandre)      | 45                |
| Belgio (Vallonia)     | 63                |
| Canada                | 4                 |
| Danimarca             | 27                |
| Finlandia             | 26                |
| Francia               | 44                |
| Germania              | 11                |
| Italia                | 29                |
| Norvegia              | 17                |
| Nuova Zelanda         | 2                 |
| Paesi Bassi           | 46                |
| Portogallo            | 25                |
| Regno Unito           | 18                |
| Spagna                | 93                |
| Stati Uniti           | 2                 |
| Svezia                | 35                |
| Svizzera              | 11                |

### Classifiche di fine anno
| Classifica (2006) | Posizione |
| ----------------- | --------- |
| Stati Uniti       | 115       |
| Classifica (2007) | Posizione |
| Australia         | 5         |
| Nuova Zelanda     | 28        |
| Regno Unito       | 85        |
| Stati Uniti       | 3         |
| Classifica (2008) | Posizione |
| Stati Uniti       | 45        |

## Date di distribuzione
|                        | Regione     | Data               | Note                                 |
| ---------------------- | ----------- | ------------------ | ------------------------------------ |
| Giappone (bandiera)    | Giappone    | 13 settembre, 2006 |                                      |
| Irlanda (bandiera)     | Irlanda     | 15 settembre, 2006 |                                      |
| Australia (bandiera)   | Australia   | 16 settembre, 2006 |                                      |
| Regno Unito (bandiera) | Regno Unito | 18 settembre, 2006 |                                      |
| Stati Uniti (bandiera) | Stati Uniti | 19 settembre, 2006 |                                      |
| Giappone (bandiera)    | Giappone    | 7 novembre, 2007   | The Dutchess Japanese Re-release     |
| Australia (bandiera)   | Australia   | 10 gennaio, 2008   | The Dutchess Australian Tour Edition |
| Stati Uniti (bandiera) | Stati Uniti | 27 maggio, 2008    | The Dutchess Deluxe Edition          |